# Лельково (гмина)
Лельково (пол. Lelkowo) — сельская гмина (волость) в Польше, входит как административная единица в Браневский повет, Варминьско-Мазурское воеводство. Население — 3070 человек (на 2004 год).

## Демография
| Перепись                       | Всего   | Всего | Женщины | Женщины | Мужчины | Мужчины |
| ------------------------------ | ------- | ----- | ------- | ------- | ------- | ------- |
| Единицы                        | человек | %     | человек | %       | человек | %       |
| Население                      | 3070    | 100   | 1555    | 50,7    | 1515    | 49,3    |
| Плотность населения (чел./км²) | 15,5    | 15,5  | 7,9     | 7,9     | 7,7     | 7,7     |

## Сельские округа
1. Беньково
2. Дембовец
3. Глембоцк
4. Грабовец
5. Яхово
6. Яжень
7. Кшекоты
8. Квятково
9. Лельково
10. Лютково
11. Сувки
12. Вилькниты
13. Волово
14. Вышково
15. Загае

## Поселения
1. Бартки
2. Гедавы
3. Яженьски-Млын
4. Менджики
5. Милаки
6. Млынец
7. Налабы
8. Первильты
9. Пеле
10. Пшебендово
11. Слуп
12. Шарки
13. Вилькницки-Млын
14. Воля-Вилькницка
15. Здруй

## Соседние гмины
1. Гмина Бранево
2. Гмина Гурово-Илавецке
3. Гмина Пененжно